# Malabe (Sri Lanka)
Malabe (Singhalesisch: මාලඹේ; Tamil: மாலபே) ist ein Vorort von Colombo, etwa 15 Kilometer westlich des Stadtzentrums, im gleichnamigen Distrikt im Westen Sri Lankas.
Malabe liegt in einer Region Sri Lankas mit hoher Luftfeuchtigkeit. Die meisten Regenfälle bringt der Südwestmonsun zwischen Mai und September. Auch im November und Dezember gibt es Niederschläge durch den Inter-Monsun. Durchschnittlich misst man eine Jahresniederschlagsmenge von 2120 mm.  Die Temperaturen liegen tagsüber zwischen 27 und 33 °C, nachts zwischen 22 und 25 °C.

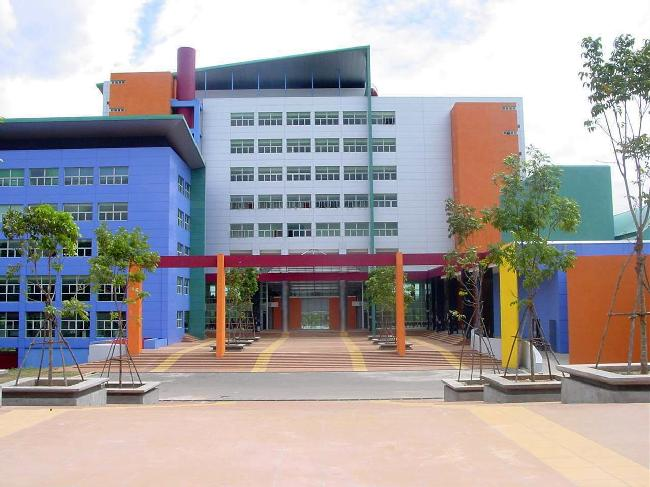
Campus des SLIIT

An der Malabe-Kaduwela Road befindet sich das Sri Lanka Institute of Information Technology (SLIIT), an dem bis zu 8000 Studenten unterrichtet werden. Die Umgebung ist städtisch geprägt. Zwischen 2001 und 2012 stieg die Bevölkerung Malabes von 19.723 auf 25.017 Einwohner.
Der Ort unterteilt sich in Nord-, Ost- und Westmalabe sowie Nordhokandara.